# Катрин Съливан
Катрин Дуайър Съливан (на английски: Kathryn Dwyer Sullivan) е американска астронавтка, участничка в 3 космически полета.

## Образование
Завършила е колежа Woodland Hills, Калифорния през 1969 г. През 1973 г. става бакалавър по науки за Земята в Калифорнийския университет в Санта Круз. През 1978 г. става доктор по геология в университета Дал, Халифакс, Нова Скотия, Канада.

## Военна кариера
През 1988 г. постъпва в резерва на USN като офицер - специалист по океанография. През 2006 г. достига чин капитан.

## Служба в НАСА
Катрин Съливан е избрана за астронавт от НАСА на 16 януари 1978 г., Астронавтска група №8. Тя е участник в 3 космически полета и има 532 часа в космоса, както и 1 космическа разходка с продължителност 3 часа и 29 мин.

### Полети
Катрин Съливан е летяла в космоса като член на екипажа на следните мисии:
| Космически полети на Катрин Дуайър Съливан                     | Космически полети на Катрин Дуайър Съливан | Космически полети на Катрин Дуайър Съливан | Космически полети на Катрин Дуайър Съливан | Космически полети на Катрин Дуайър Съливан |
| №                                                              | Дата                                       | КК                                         | Функции                                    | Продължителност                            |
| -------------------------------------------------------------- | ------------------------------------------ | ------------------------------------------ | ------------------------------------------ | ------------------------------------------ |
| 1                                                              | 5 октомври 1984                            | „Чалънджър“, мисия STS-41G                 | Специалист на мисията                      | 8 денонощия 5 часа 24 минути 32 сек.       |
| 2                                                              | 24 април 1990                              | „Дискавъри“, мисия STS-31                  | Специалист на мисията                      | 5 денонощия 01 час 16 минути 06 сек.       |
| 3                                                              | 24 март 1992                               | „Атлантис“, мисия STS-45                   | Командир на полезния товар                 | 8 денонощия 22 часа 09 минути 28 сек.      |
| Сумарно време в космоса – 22 денонощия 04 часа 49 мин. 06 сек. |                                            |                                            |                                            |                                            |

## След НАСА
Катрин Съливан напуска НАСА през 1993 г. и става президент и СЕО в Кълъмбъс, Охайо, като същевременно е директор на научноизследователския институт „Батълс“ в същия град. От 2004 г. е в Света на директорите на същия институт.
През същата година е включена в Националния научен съвет от тогавашния президент Джордж Уокър Буш. На 4 май 2011 г. д-р Съливан е назначена от президента на САЩ Барак Обама за секретар по въпросите за опазване на околната среда и водите и директор на Националната администрация по океаните и атмосферата.

## Награди
- Медал на НАСА за отлична служба (2);
- Медал на НАСА за участие в космически полет (2);
- Медал на НАСА за изключително лидерство.

През 2002 г. е приета в Залата на славата на щата Охайо.
През 2004 г. е приета в Астронавтската зала на славата.